# Phantomsmasher
A Phantomsmasher egy amerikai együttes, amely 2000-ben alakult meg. Korábban "Atomsmasher" néven is szerepelnek. Alapítójuk, James Plotkin is az "Atomsmasher" művésznevet használja. A zenekar a grindcore, cybergrind, "digital hardcore" és az experimental music műfajokban játszik. Lemezeiket a Hydra Head Records és az Ipecac Recordings kiadók dobják piacra. Nem sok dolog ismert az együttes történetéről. Különleges hangzásvilággal rendelkeznek, hiszen grindcore és "digitális" elemeket egyszerre használnak zenéjükben.

## Tagok
- James Plotkin - gitár, basszusgitár, elektronika
- DJ Speedranch - ének
- Dave Witte - dobok

## Diszkográfia
- Atomsmasher (nagylemez, 2000)
- Phantomsmasher (nagylemez, 2002)
- Podsjfkj Pojid Poa / Oisdjoks (split lemez Venetian Snaresszel, 2003)